# New Balance
New Balance, New Balance Athletic Shoe, Inc., är tillverkare av sportskor med huvudkontor i Boston, Massachusetts. New Balance grundades 1906 av William J. Riley. 1961 fick man sin första stora framgång med skon Trackster, den första gymnastikskon med vågformad sula. Under ägaren Jim Davis växte företaget från slutet av 1970-talet kraftigt och finns över hela världen.